# Éric Van Hove

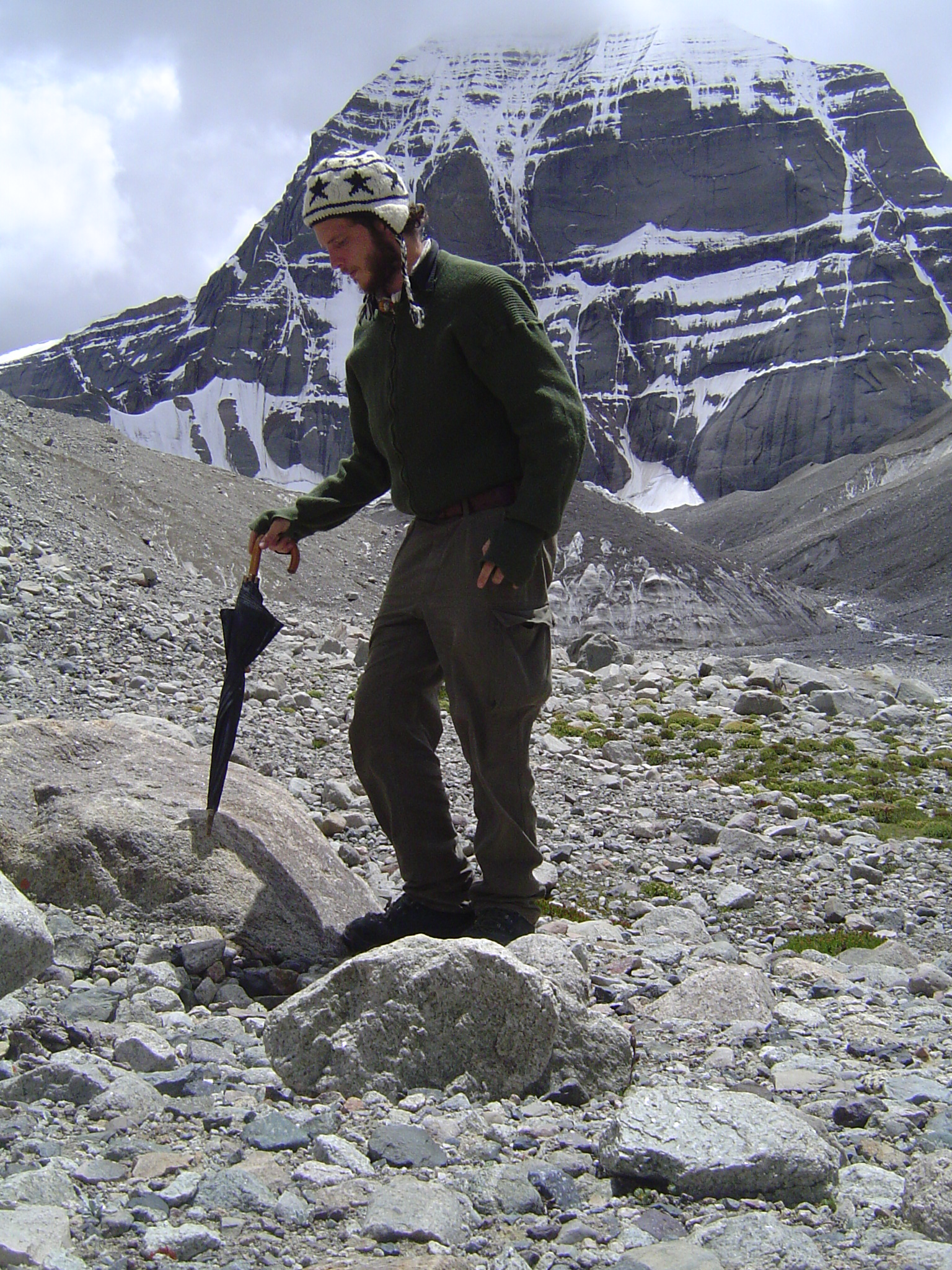
Éric Van Hove

Éric Van Hove (* 1975 in Guelma, Algerien) ist ein belgischer Konzeptkünstler und Autor.

## Leben
Van Hove wuchs in Kamerun auf und studierte das Fach Grafik an der École de recherche graphique in Brüssel. Dort schloss er 2001 mit dem Rang Bachelor of Arts ab. Den Titel Master of Arts im Fach Traditionelle Japanische Kalligrafie erwarb er 2005 an der Gakugei-Universität Tokio. 2008 promovierte er an der Tōkyō Geijutsu Daigaku.
Van Hove hat seit seinen Studienjahren in mehr als einhundert Ländern gearbeitet und hat sich dabei als Nomade sowohl den jeweiligen lokalen als auch globalen Themen gewidmet. In der Praxis verwendet er bei seinen Installationen und Performances sowohl Fotografien und Videoarbeiten als auch Geschriebenes. Seit seiner Studienzeit in Tokio erhielt er verschiedene Aufenthaltsstipendien unter anderem in Japan, München, im Iran und in China.

## Ausstellungen
- 2016/2017: Eric van Hove. Atchilihtallah. Frankfurter Kunstverein, Frankfurt am Main.[1]
- 2013: V12 Laraki. Centre de Création Contemporaine, Tours, Frankreich.
- 2009: Vacilar. Adhoc gallery, Vigo, Galicien, Spanien.
- 2008: Freer Trade, art space, Barrio Amon, San José, Costa Rica.